# Атлетика на Летњим олимпијским играма 1900 — троскок без залета за мушкарце
Такмичење у троскоку без залета уврштено је први пут у програм Олимпијских игара 1900. у Паризу. Такмичење је одржано 16. јула
У време када се ова дисциплина уведена у програм такмичења, била врло популарна и на разним првенствима је била на програму. Стил сваког спортисте је био различит и свако је имао свој стил.
Све три дисциплине скококова без залета одржане су у истом дану, тако да је Реј Јури истог дана три пута постао олимпијски победник, што је олимпијски рекорд који више никад није поновљен у атлетској историји олимпијских игара.
У такмичењу је учествовало 10 такмичара из четири земље.

## Земље учеснице
- Немачко царство (1)
- Мађарска (1)
- Шведска  (1)
- САД  (7)

## Рекорди пре почетка такмичења
| Најбољи резултат на свету | ?                              | ?                              | ?                              | ?                              | ?                              |
| Олимпијски рекорд         | први пут на олимпијским играма | први пут на олимпијским играма | први пут на олимпијским играма | први пут на олимпијским играма | први пут на олимпијским играма |

## Победници
| Злато:       | Сребро:            | Бронза:          |
| Реј Јури САД | Ирвинг Бакстер САД | Роберт Гарет САД |

## Нови рекорди после завршетка такмичења
| Олимпијски рекорд | 10,58 м | Реј Јури | САД | Париз, Француска | 16. јул 1900. |

Такмичење је одржано без квалификација.

## Резултати
| Место | Атлетичар       | Држава                                      | Резултат |
| ----- | --------------- | ------------------------------------------- | -------- |
| 1     | Реј Јури        | Сједињене Америчке Државе                   | 10,58 ОР |
| 2     | Ирвинг Бакстер  | Сједињене Америчке Државе                   | 9,95     |
| 3     | Роберт Гарет    | Сједињене Америчке Државе                   | 9,50     |
| 4     | Луис Шелдон     | Сједињене Америчке Државе                   | 9,45     |
| 5—10  | Данијел Хортон  | Сједињене Америчке Државе                   | непознат |
| 5—10  | Френк Џарвис    | Сједињене Америчке Државе                   | непознат |
| 5—10  | Пал Копан       | Мађарска на Летњим олимпијским играма 1900. | непознат |
| 5—10  | Џон Маклин      | Сједињене Америчке Државе                   | непознат |
| 5—10  | Карл Стаф       | Шведска на Летњим олимпијским играма 1900.  | непознат |
| 5—10  | Валдемар Штефен | Немачко царство                             | непознат |

## Биланс медаља
|   | Држава     | Злато | Сребро | Бронза | Укупно |
| - | ---------- | ----- | ------ | ------ | ------ |
| 1 | САД        | 1     | 1      | 1      | 3      |
|   | Укупно (1) | 1     | 1      | 1      | 3      |

## Занимљивости
Реј Јури је победио у сва три такмичења у скоковима без залета, а Ирвинг Бакстер је сва три пута био други.  
Сви такмичари у троскоку без залета осим освајача медаља су се такмичили и у редовном троскоку.